# Robert Arnold Fritzsche
Robert Arnold Fritzsche (* 16. April 1868 in Gotha; † 6. Oktober 1939 in Bad Nauheim) war ein deutscher  Bibliothekar.

## Leben
Fritzsche studierte Klassische Philologie in Jena und Berlin und wurde 1892 in Jena promoviert. Ab 1894 arbeitete er in der Universitätsbibliothek Gießen, 1915 erhielt er den Titel Professor. Fritzsche war auch Geschäftsführer der Gießener Bücher- und Lesehallen. 1933 wurde er pensioniert.

## Schriften (Auswahl)
- Quaestiones Lucaneae. Stollberg, Gotha 1892 (Dissertation).
- Friedrich Gottlieb Welckers Einleitung zu Vorträgen über die deutsche Geschichte (1815). In: Mitteilungen des Oberhessischen Geschichtsvereins Gießen Bd. 7 (1898), S. 1–40.
- Die Schiller-Ausstellung der Universitäts-Bibliothek. Brühl, Gießen 1905.
- Bürgertum und Volksbildung, Frankfurt 1912 (Flugschriften des Rhein-Mainischen Verbandes für Volksbildung; 2).
- Volkstum und Menschheit: ein Vortrag. Verlag Der Neue Geist, Reinhold, Leipzig  1920 (Der Neue Geist; 22).
- Hermann Cohen aus persönlicher Erinnerung. Cassirer, Berlin 1922.
- Herder und die Humanität. [Berlin: Philo-Verlag, Berlin] 1927.